# Langenrohr
Langenrohr est une commune autrichienne du district de Tulln en Basse-Autriche.